# Švábenice
Švábenice település Csehországban, Vyškovi járásban. Švábenice Hvězdlice, Koválovice-Osíčany, Nítkovice, Pačlavice, Tištín, Dětkovice, Nemochovice, Orlovice, Moravské Málkovice, Chvalkovice, Ivanovice na Hané és Medlovice településekkel határos. Lakosainak száma 1039 fő (2024. január 1.).

## Népesség
A település lakosságának változását az alábbi diagram mutatja:
| Lakosok száma | 1260 | 1345 | 1362 | 1110 | 988  | 974  | 1030 | 1019 | 991  | 1039 |
|               | 1869 | 1900 | 1921 | 1961 | 1980 | 2011 | 2016 | 2019 | 2021 | 2024 |